# Cerdic
Cerdic /tʃɛrdɪtʃ/ (zm. 534) – pierwszy władca Wessexu i przywódca anglosaskiego osadnictwa w tym regionie według autorów Kroniki anglosaskiej. Założyciel dynastii królów Wesseksu. Miał rządzić w latach 519–534.

## Kronika anglosaska

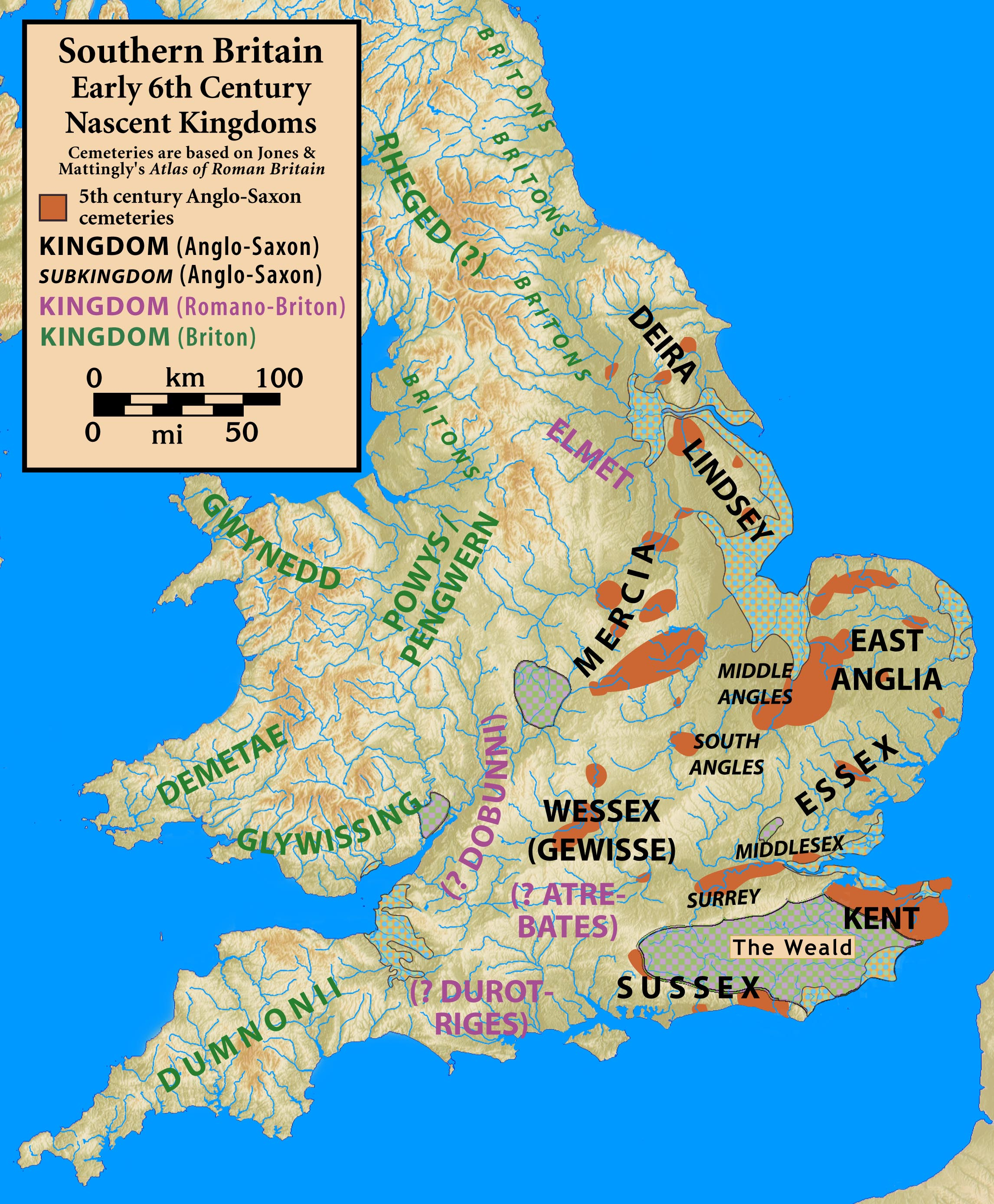
Brytania na początku VI stulecia.

Cerdic pojawia się jedynie w pochodzącej z IX wieku Kronice anglosaskiej. Według autorów Kroniki Cerdic pochodził od nordyckiego boga Odyna i wylądował w dzisiejszym Hampshire w 495 razem ze swoim synem Cynrikiem na pięciu łodziach. Miał walczyć przeciwko brytyjskiemu królowi Natanleodowi w miejscu zwanym Natanleaga i zabił go trzynaście lat później, czyli w 508. Cerdic miał także stoczyć bój pod Cerdicesleag w 519 roku. Wtedy rozpoczął swoje panowanie. Natanleaga dziś jest powszechnie identyfikowana z miejscowością Netley Marsh w Hampshire, zaś Cerdicesleag z Charford, czyli "Brodem Cerdika". Podbój wyspy Wight został również wymieniony jako jedna z kampanii Cerdika i została później przypisana jego krewnym - Stufowi i Wihtgarowi, którzy przypuszczalnie wylądowali tam z zachodnimi Sasami w 514 roku. Cerdic miał umrzeć w 534, a władzę po nim odziedziczył jego syn Cynric.

## Poglądy współczesnych
Wczesna historia Wesseksu opisana w Kronice anglosaskiej została przez współczesnych badaczy uznana za niewiarygodną z powodu powielonych zdarzeń i pozornie sprzecznych informacji. Angielski historyk David Dumville zasugerował, że prawdziwe daty panowania Cerdica to 538-554. Niektórzy badacze uważają, że Cerdic był przywódcą Sasów pokonanym przez Brytów w bitwie pod Mount Badon, stoczonej prawdopodobnie pod koniec V wieku i często przypisywanej Aelle, oraz Królowi Arturowi. Podobnie jak w przypadku sporej części postaci występujących w Kronice anglosaskiej, nie ma pewności, że Cerdic był historyczną postacią i czy nie jest wytworem legendy. Nawet jeśli władca naprawdę istniał, szczegóły jego życiorysu nie mogą w żaden sposób zostać uznane za dokładne i rzetelne, ponieważ w tym przypadku Kronika została spisana prawie czterysta lat po opisywanych wydarzeniach.